# Kenneth Milldoff
Lars Gustav Kenneth Milldoff, ursprungligen Svensson, född 16 augusti 1947 i Gävle, död 15 september 2015 i Limhamn, Malmö, var en svensk skådespelare.

## Biografi
Efter en tid som sjöman utbildade sig Milldoff till dekoratör och arbetade vid NK i Stockholm, samtidigt som han återknöt till sitt barndomsintresse teater och studerade skådespeleri vid Teaterstudion med dess Grotowski-metodbaserade fysiska teaterform. Han övergick därefter till att spela på Pistolteatern och kom 1973 till Malmö stadsteater, där han de första åren ingick i dess ensemble Unga Teatern. Bland musikaler medverkade han i publiksuccéer som urpremiären av Bengt-Arne Wallins Röde Orm från Kullen (1978) och La Cage aux Folles (1985). Bland dramatiken finns framträdande roller i bland annat Max Lundgrens fotbollsdrama I.K. Kamraterna (1977), Astrid Lindgrens Mio min Mio (1983), Stig Dagermans Streber (1984), Eugene O'Neills Lång dags färd mot natt (1989), Arthur Millers En handelsresandes död (1990), Ludvig Holbergs Jeppe 96 (1996) och Ronny Danielssons All We Need is Love (2010) och Here Comes the Sun (2011).
Med jämna mellanrum var han tjänstledig för att arbeta på Riksteatern och Helsingborgs stadsteater – till exempel Samuel Beckets I väntan på Godot (1993) – samt för att undervisa på Teaterhögskolan i Malmö eller regissera på Studioteatern i Malmö. Han spelade även folklustspel på Pildammsteatern som Toni Rhodins Nils Jönsson och Österns Pärla 1999.
År 1985 erhöll han Teaterförbundets Daniel Engdahlstipendium. Milldoff är gravsatt i minneslunden på Limhamns kyrkogård.

### Radio och TV
Han har medverkat i omkring 60 pjäser på Radioteatern och en rad film- och tv-produktioner. Han har synts i bland annat SVT:s filmer och dramaserier som Richard Hoberts Yngsjömordet och Ögat (1998), Ragnar Lyths Macklean (1993), Staffan Valdemar Holms Strindbergproduktion Vasasagan (även på scen; 1998), Lukas 8:18 (1998), Thomas Alfredsons och Klas Östergrens Offer och gärningsmän (1999), Familjen (2002), Henning Mankell-filmatiseringen Den femte kvinnan (2002), Lasermannen (2005), som svensk statsminister i Kronprinsessan (2006) och Kungamordet (2008), i komediserien Bota mig! (2006), Hinsehäxan (2012) samt i andra säsongen av Bron (2013). Han medverkade också i flera danska radio- och tv-produktioner såsom Krönikan (2004).

### Film
Bland biograffilmer har han spelat i Hans Alfredsons Jim och piraterna Blom (1987) och Vargens tid (1988), Vilgot Sjömans Fallgropen (1989), Stellan Olssons Good Night Irene (1994), Bo Widerbergs Lust och fägring stor (1995), Stefan Jarls Jag är din krigare (1997), Måns Herngrens och Hannes Holms Det blir aldrig som man tänkt sig (2000), Reza Baghers Capricciosa (2003), Pernilla Augusts Svinalängorna (2010), Jan Troells Maria Larssons eviga ögonblick (2008) samt som Per Albin Hansson i Troells Dom över död man (2012).
Hans röst hördes ofta i bokinläsningar, tecknade barnfilmer och även en hel del i reklaminslag och i dubbningssammanhang, speciellt som rösten till kalaspuffarnas maskot "Honey Monster"," Shredder" (eller "Strimlaren" som han kallas i denna dubbning) i Sun Studio AB:s dubbning av Teenage Mutant Ninja Turtles från 1987 på video och kapten Haddock i Nelvanas TV-version av Tintin.

## Filmografi (i urval)
- 1985 - Taran och den magiska kitteln (röst, 1998 års video/DVD-utgåva)
- 1986 - Yngsjömordet
- 1986 - Skånska mord - Veberödsmannen
- 1987 - Pinocchio och nattens furste (röst)
- 1987 - Jim och piraterna Blom
- 1987 - Allt ljus på mig!
- 1988 – Som man ropar (TV-serie)
- 1988 - Vargens tid
- 1989 - Fallgropen
- 1989-1991 - Babar (röst)
- 1991 - Teenage Mutant Ninja Turtles (Sun Studio) - Shredder "Strimlaren", Leonardo, Michelangelo, Bebop, Burne och Råttkungen)
- 1991-1992 - Tintin (röst som Kapten Haddock)
- 1993 – Macklean (TV-serie)
- 1994 – Good Night Irene
- 1994 - Mördare utan ansikte
- 1994 - Asterix i Amerika (röst som Obelix och Julius Caesar)
- 1995 – Gränsen
- 1995 – Lust och fägring stor
- 1996 - Space Jam (röst)
- 1996 - Hercules (Dingo Pictures) (röst)
- 1997 - Jag är din krigare
- 1998 - Dolly & Dolly
- 1998 - Ögat
- 1999 - Lukas 8:18 (TV-serie)
- 1999 – Browalls (TV-serie)
- 1999 - Mupparna i rymden (röst)
- 1999 - Offer och gärningsmän (TV-serie)
- 2000 - Argai (röst)
- 2000 - Det blir aldrig som man tänkt sig
- 2000 - Labyrinten
- 2001 - Fru Marianne (TV-serie)
- 2002 - Skattkammarplaneten (röst)
- 2002 - Scooby Doo (röst)
- 2002 – Familjen (TV-serie)
- 2002 - Den 5:e kvinnan (TV-serie)
- 2003 - Looney Tunes: Back in Action (röst)
- 2003 - Capricciosa
- 2004 - Krönikan (TV-serie)
- 2005 - Lasermannen (TV-serie)
- 2006 – Bota mig! (TV-serie)
- 2006 - Kronprinsessan (TV-serie)
- 2007 – Mia och Klara (TV-serie) (gästroll)
- 2008 - Maria Larssons eviga ögonblick
- 2008 - Kungamordet (TV-serie)
- 2010 – Wallander – Arvet
- 2010 – Svinalängorna
- 2011 – Getingdans
- 2012 - Dom över död man
- 2012 – Hinsehäxan (TV-serie)
- 2013 – Bron (TV-serie)
- 2013 – Morden i Sandhamn (TV-serie)
- 2015 – Arne Dahl: En midsommarnattsdröm (TV-serie)
- 2015 – Arne Dahl: Mörkertal (TV-serie)
- 2015 – Arne Dahl: Dödsmässa (TV-serie)
- 2015 – Arne Dahl: Efterskalv (TV-serie)
- 2015 – Arne Dahl: Himmelsöga (TV-serie)

## Teater

### Roller (ej komplett)
| År   | Roll               | Produktion                                                                                              | Regi             | Teater                   |
| ---- | ------------------ | --- | ---------------- | ------------------------ |
| 1986 |                    | Husets herre (Мещане, Mesjtjane) Maksim Gorkij                                                          | Barbro Larsson   | Malmö Stadsteater        |
| 1988 |                    | Skandal i familjen (A Small Family Business) Alan Ayckbourn                                             | Lennart Olsson   | Malmö stadsteater        |
| 1990 | Biff Loman         | En handelsresandes död (Death of a Salesman) Arthur Miller                                              | Lennart Olsson   | Malmö Stadsteater        |
| 1993 | Estragon           | I väntan på Godot (En attendant Godot) Samuel Beckett                                                   | Hans Polster     | Helsingborgs stadsteater |
| 1994 | Snickare Engstrand | Gengångare (Gengangere) Henrik Ibsen                                                                    | Ronnie Hallgren  | Malmö Dramatiska Teater  |
| 1996 |                    | Timmen när vi inte visste något om varandra (Die Stunde da wir nichts voneinander wussten) Peter Handke | Kim Brandstrup   | Malmö Dramatiska Teater  |
| 2002 |                    | Antigone (Αντιγόνη) Sofokles                                                                            | Johan Bernander  | Malmö Dramatiska Teater  |
| 2003 | Ingvar             | Himmavid (Masjävlar) Maria Blom                                                                         | Jan Nielsen      | Helsingborgs stadsteater |
| 2007 | Helge, fadern      | Festen Thomas Vinterberg, Mogens Rukov och Bo hr. Hansen                                                | Anders Lerner    | Malmö Dramatiska Teater  |
| 2008 |                    | Zlatans leende Dennis Magnusson                                                                         | Dennis Sandin    | Malmö stadsteater        |
| 2012 |                    | Here Comes the Sun Klas Abrahamsson                                                                     | Ronny Danielsson | Malmö stadsteater        |